# Hrabstwo Aroostook
Hrabstwo Aroostook (ang. Aroostook County) – hrabstwo w stanie Maine w Stanach Zjednoczonych. Zostało założone w 1839 roku.

## Geografia
Obszar całkowity hrabstwa obejmuje powierzchnię 6828,79 mil² (17 686,48 km²). Według szacunków United States Census Bureau w roku 2009 miało 71 488 mieszkańców. Jego siedzibą administracyjną jest Houlton, a najludniejszym miastem Presque Isle.

### Miasta
- Allagash
- Amity
- Ashland
- Bancroft
- Blaine
- Bridgewater
- Castle Hill
- Caribou
- Caswell
- Chapman
- Crystal
- Dyer Brook
- Eagle Lake
- Easton
- Fort Fairfield
- Fort Kent
- Frenchville
- Grand Isle
- Hamlin
- Hammond
- Haynesville
- Hersey
- Hodgdon
- Houlton
- Island Falls
- Limestone
- Linneus
- Littleton
- Ludlow
- Madawaska
- Mapleton
- Mars Hill
- Masardis
- Merrill
- Monticello
- New Canada
- New Limerick
- New Sweden
- Oakfield
- Orient
- Perham
- Presque Isle
- Portage Lake
- St. Agatha
- St. Francis
- Sherman
- Smyrna
- Stockholm
- Van Buren
- Wade
- Wallagrass
- Washburn
- Westfield
- Westmanland
- Weston
- Woodland

### CDP
- Ashland
- Blaine
- Eagle Lake
- Fort Fairfield
- Fort Kent
- Houlton
- Limestone
- Madawaska
- Mapleton
- Mars Hill
- Van Buren
- Washburn